# The Curse of the Cat People
The Curse of the Cat People ist ein in Schwarzweiß gedrehter US-amerikanischer Spielfilm aus dem Jahr 1944 und die Fortsetzung des erfolgreichen Horrorfilms Katzenmenschen von 1942. Val Lewton produzierte den Film im Rahmen seines Horrorfilmzyklus der 1940er Jahre für das Studio RKO. Regie führten Robert Wise und Gunther von Fritsch, DeWitt Bodeen schrieb wie schon für den Vorgängerfilm das Drehbuch.
Trotz des Verweises auf Katzenmenschen tritt in The Curse of the Cat People kein Katzenmensch auf, und thematisch wie inszenatorisch ist der Film weniger der Kategorie des Horrorfilms als dem Fantasyfilm oder dem Märchenfilm zuzuordnen.

## Handlung
Nach dem Tod seiner Frau Irena hat Ingenieur Oliver Reed seine Kollegin Alice geheiratet. Ihre sechsjährige Tochter Amy hat Schwierigkeiten in der Schule, wird von den anderen Kindern gemieden und hängt Tagträumen nach. Ihr Vater ermuntert sie, sich mit den anderen Kindern anzufreunden und der Realität zu stellen, aber ohne Erfolg.
Amy findet ein Foto der verstorbenen Irena, über die in ihrem Zuhause nicht gesprochen wird. Fortan erscheint Irena ihr, und die beiden freunden sich miteinander an. Zudem schließt Amy Freundschaft mit der exzentrischen ältlichen Julia Farren. Julias erwachsene Tochter Barbara lebt im selben Haus wie ihre Mutter, wird von dieser jedoch abweisend behandelt. Julia ist überzeugt, dass Barbara nicht ihre Tochter ist, sondern ein Eindringling, der sich als diese ausgibt.
Amys Vater, verärgert über Amys Beharren auf Irenas Existenz, verabreicht ihr eine Tracht Prügel. Als Irena Amy wieder erscheint, um sich von ihr zu verabschieden, rennt Amy ihr in den Wald nach. Wegen eines hereinbrechenden Schneesturms sucht sie Zuflucht im Haus der Farrens. Barbara Farren, von Eifersucht zerfressen, weil ihre Mutter Amy bevorzugt, will das Mädchen erwürgen. Amy glaubt, in Barbara Irenas Gesichtszüge zu erkennen, und umarmt sie. Barbara, überrascht von dieser Geste der Zuneigung, lässt von ihr ab. Amys Vater trifft ein und bringt sie nach Hause zurück. Er verspricht ihr, zukünftig ihre Fantasien zu akzeptieren.

## Hintergrund
The Curse of the Cat People stellte für beide Regisseure, Gunther von Fritsch und Robert Wise, ihr Debüt als Spielfilmregisseur dar. Von Fritsch, der bislang nur Kurzfilme gedreht hatte, überzog den ursprünglichen Drehplan und wurde durch Wise, der bis dahin als Filmeditor und Second-Unit-Regisseur gearbeitet hatte, ersetzt. Die Dreharbeiten begannen am 26. August 1943 und endeten am 4. Oktober, in der Woche des 21. November wurden zusätzliche Aufnahmen gedreht. Insgesamt wurde der Drehplan um 9 Tage überzogen und das Budget von 147.000 auf 212.000 US-Dollar angehoben. Wegen des vergleichsweise geringen Budgets wurde auch für diese Produktion Val Lewtons auf Studiobauten aus anderen RKO-Produktionen (hier Orson Welles’ Der Glanz des Hauses Amberson) zurückgegriffen.
Obwohl Lewton The Curse of the Cat People in Amy and her Friend umbenennen wollte, beharrte RKO auf dem ersteren Titel, der ihn als Fortsetzung zu Katzenmenschen ausweisen sollte. Außerdem ließ das Studio Szenen wie die mit zwei Jungen, die eine Katze jagen, nachdrehen. Trotz oder wegen RKOs Werbekampagne, die The Curse of the Cat People als Horrorfilm verkaufte, samt auf den Plakaten prangenden Raubkatzen und Schlagzeilen wie „The Beast-Woman haunts the Night anew“ (etwa „die weibliche Bestie sucht wieder die Nacht heim“), blieben die Einspielergebnisse hinter den Erwartungen zurück.
The Curse of the Cat People versammelt einige Stammschauspieler Lewtons. Simone Simon, Kent Smith und Jane Randolph spielten zuvor die Hauptrollen in Katzenmenschen, Simon trat anschließend noch in Lewtons Kostümfilm Mademoiselle Fifi auf. Elizabeth Russell spielte ebenfalls in Katzenmenschen (in einer anderen Rolle) und später in Lewtons The Seventh Victim und Bedlam. Sir Lancelot hatte bereits einen kleinen aber prägnanten Auftritt in Ich folgte einem Zombie und später in The Ghost Ship.

## Kritiken
Während das Branchenfachblatt Variety den Film als „hochgradig enttäuschend“ bewertete, fand Bosley Crowther (der Katzenmenschen negativ besprochen hatte) in The New York Times lobende Worte: „Eine rare Ausnahme zwischen den üblicherweise zirkulierenden Horrorfilmen, die sich als seltsam anrührende Studie der Gedankengänge eines empfindsamen Kindes entpuppt.“
Über die Jahre hat sich der Ruf des Films noch gesteigert. Filmhistoriker William K. Everson entdeckte in The Curse of the Cat People „die gleiche Art von Schönheit“ wie in Jean Cocteaus La Belle et la Bête, Leonard Maltin beschied ihm eine „wundervolle Atmosphäre“, und Geoff Andrew bezeichnete ihn im Time Out Film Guide als „berührend, einfühlsam und lyrisch“.

## DVD-Veröffentlichung
The Curse of the Cat People wurde im deutschsprachigen Raum weder im Kino, Fernsehen oder auf DVD ausgewertet. In den USA ist er zusammen mit Katzenmenschen auf einer Doppel-DVD erhältlich, die wiederum Teil der Val Lewton Horror Collection-DVD-Box (2005, erweiterte Neuauflage 2008) ist.